# Chapelle Saint-Antoine de Cessey
La chapelle Saint-Antoine de Cessey est un édifice religieux catholique de style roman situé à Jours-lès-Baigneux dans le département de la Côte-d'Or, en France.

## Localisation
La chapelle est située au sud de la commune de Jours-les-Baigneux sur le hameau de Cessey, en rive gauche de la Laignes, accessible depuis Baigneux-les-Juifs par la RD 954.

## Histoire
Après avoir dépendu de l'abbaye d'Oigny le hameau de Cessey est occupé à l'aube du XIIIe siècle par une grange de l'abbaye de Fontenay.
L'actuelle chapelle Saint-Antoine n'est construite qu'en 1610 par la famille Chamereau, alliée aux Billecocq en 1613 par le mariage de Philiberte Chamereau à Claude Billecocq.

## Architecture
Composé d'un vaisseau roman unique à voûte d'ogive couvert d'un toit à longs pans couvert de tuiles plates, la chapelle Saint-Antoine de style roman se distingue pour son clocheton en arcade et sa niche avec statue au dessus de l'entrée. Dans l'enclos qui l'entoure sont présents une croix et une vieille meule. 

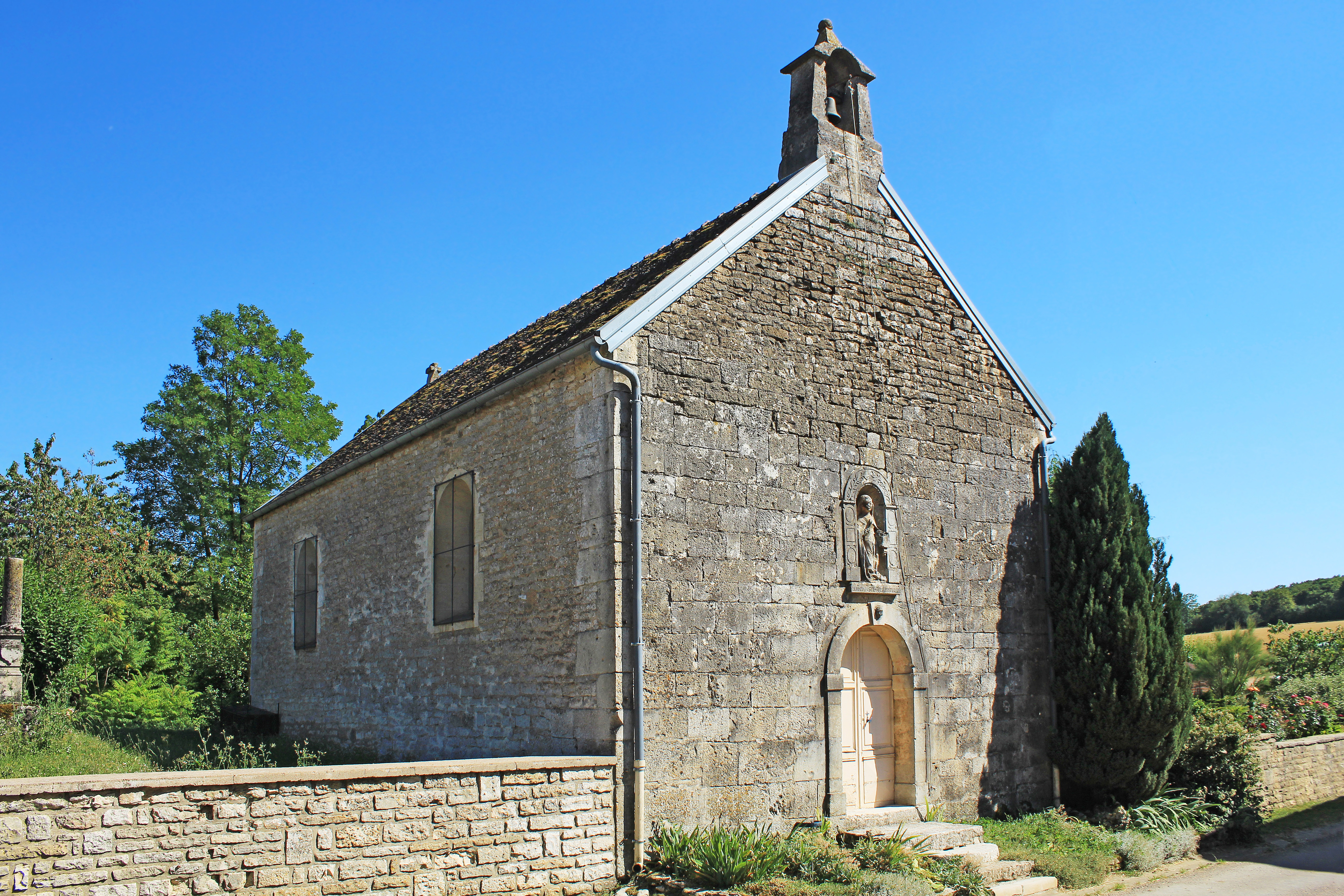
Façade datée et statue :
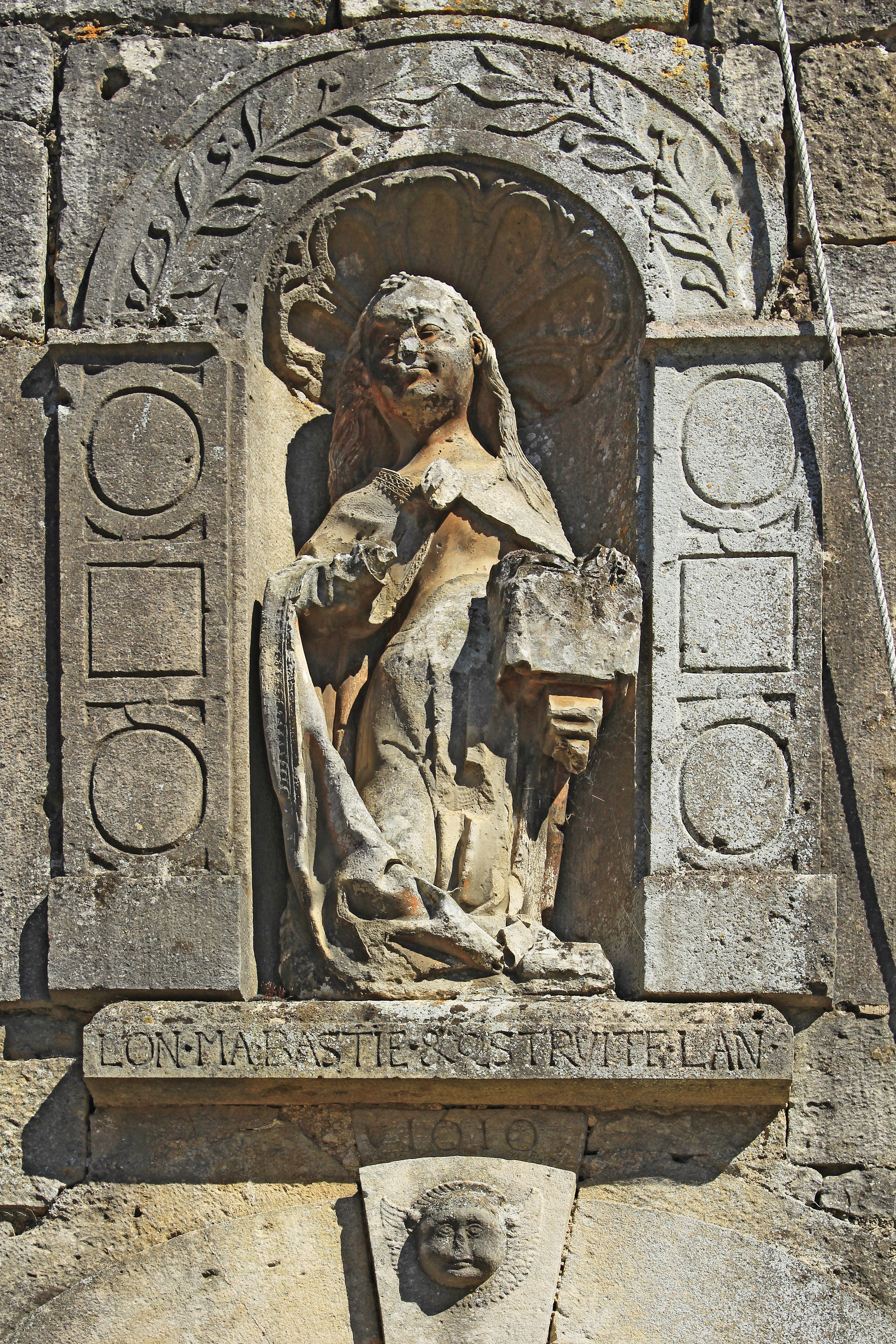
"LON MA BASTIE & QSTRUITE L'AN 1610".

La chapelle est située à proximité immédiate du château de Cessey construit également au XVIIe siècle.

## Mobilier
Cette modeste chapelle possède des vitraux remarquables.